# Camil Geis

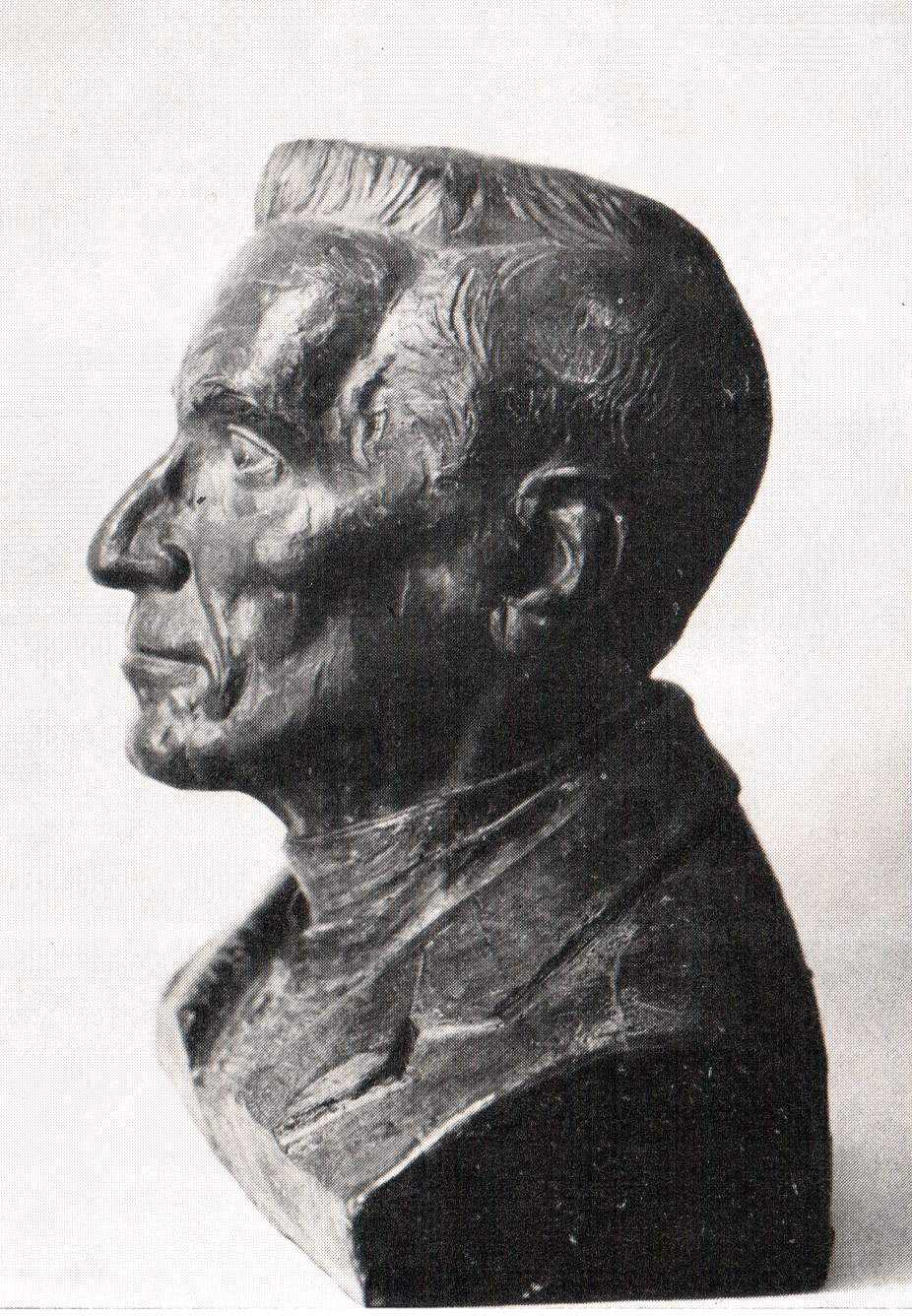
Busto de Camil Geis (1974)

Camil Geis y Parragueras (Gerona, 1902 – Sabadell, 1986) fue un sacerdote, escritor, músico y poeta de España.

## Biografía
Nació en el barrio del Pont Major de Gerona. Fue organista y maestro de capilla de la iglesia de Sant Feliu de Sabadell, ciudad que le acogió y reconoció como Hijo Adoptivo y Medalla de Oro de la ciudad. Fue galardonado en diferentes certámenes culturales del momento, y recibió importantes premios literarios, como la Viola d'or i argent en los Juegos Florales de Barcelona (1933). Dos años más tarde (en 1935) recibió el título de Mestre en Gai Saber.
Fue contemporáneo con Carles Rahola, Prudenci Bertrana, Ferran Agulló i Juli Garreta, con los que compartió momentos y escritos.
De toda su obra, destacan libros como Rosa Mística (1942), primer libro publicado en catalán después de la guerra civil española, o De primavera a reravera (1925 - 1975) donde se encuentra gran parte de sus poesías más selectas.